# San Antonio (Canelones)
San Antonio ist eine Stadt in Uruguay.

## Geographie
San Antonio befindet sich auf dem Gebiet des Departamento Canelones in dessen Sektor 15. Die Stadt liegt ostsüdöstlich von Paso de la Cadena, nordwestlich von Santa Rosa und nordöstlich der Departamento-Hauptstadt Canelones. Südlich von San Antonio verläuft der Arroyo Canelón Grande, dessen kleiner rechtsseitiger Nebenfluss Moreira durch das nördliche Gebiet der Ortschaft fließt.

## Geschichte
Am 14. November 1875 wurde San Antonio durch per Gesetz in die Kategorie „Pueblo“ eingestuft.

## Infrastruktur
Zentral befindet sich in dem zwei Schulen und eine Kirche beherbergenden Ort die Plaza de San Antonio. Am südöstlichen Rand San Antonios ist der Friedhof gelegen.

### Bildung
San Antonio verfügt mit dem 1988 gegründeten Liceo de San Antonio über eine weiterführende Schule (Liceo). Im Jahr 2008 wies die Schule, die ein Paso de la Cadena, Costa del Tala, Costa del Colorado, Cañada Cardozo und Camino Cruz del Calvario umfassendes Einzugsgebiet abdeckt, eine Schülerzahl von 116 auf.

### Verkehr
Die Stadt liegt an der Ruta 33 südlich der Kreuzung mit der Ruta 81.

## Einwohner
Die Einwohnerzahl von San Antonio, das 2004 diejenige Ortschaft Canelones' mit der prozentual gesehen geringsten Bevölkerungsdichte war, beträgt 1.489. (Stand: 2011)
| Jahr | Einwohner |
| ---- | --------- |
| 1963 | 919       |
| 1975 | 1.120     |
| 1985 | 1.106     |
| 1996 | 1.293     |
| 2004 | 1.434     |
| 2011 | 1.489     |

Quelle: Instituto Nacional de Estadística de Uruguay

## Stadtverwaltung
Bürgermeisterin (Alcaldesa) von San Antonio ist Nelly González (Partido Nacional).